# 药物递送

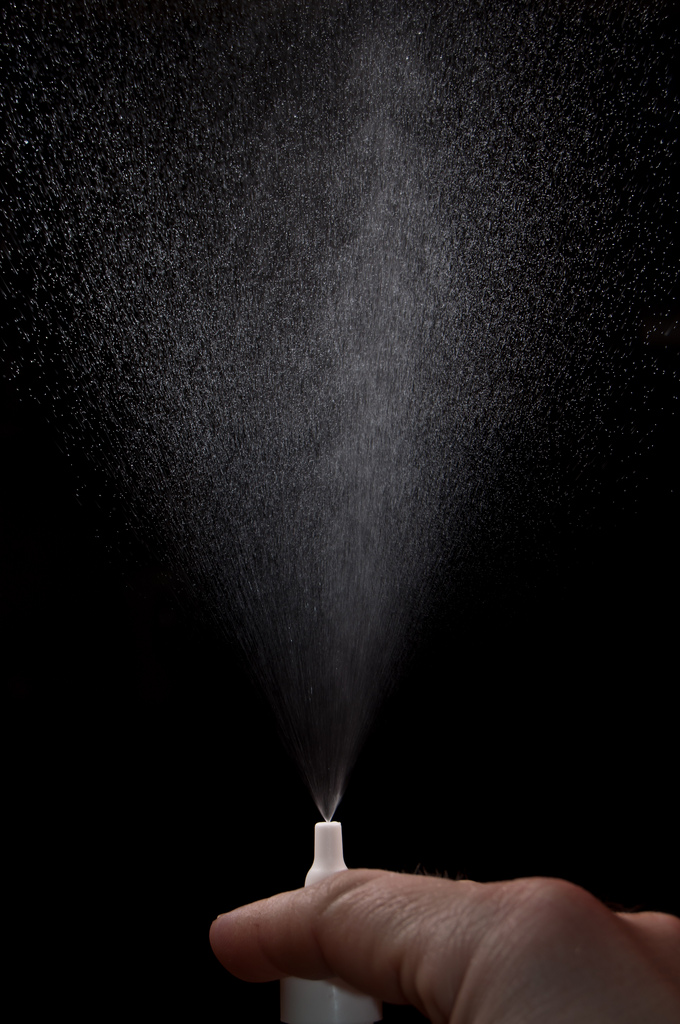
正在演示的喷鼻瓶。

药物递送，或称药物输送（英語：Drug delivery），是指将药物化合物输送到至人体目标部位或靶器官以实现所需治疗效果的方法、制剂、储存体系、或相关生产技术。研究药物递送通常运用药物制备、给药途径、位点靶向特异性、代谢和毒性的相关原理，优化药物疗效和安全性，从而提高患者服药的便利性和依从性（Compliance）。药物递送旨在通过将药物与不同的赋形剂、药物载体和药物装置形成制剂（Formulation），以改变药物的药物代谢动力学和药物特异性，并尤其提高药物的生物利用度和体内作用持续时间以改善药物的治疗效果。药物递送研究还可侧重于提高服药的安全性，如疫苗接种和一些药物正在开发的微针贴片可降低针刺伤害的风险。
药物递送是一个制剂和给药途径高度结合的概念，其中给药途径常被认为是药物递送研究的一部分。虽然给药途径一词通常情况下可以与药物递送互换，但实质上两者并不同。给药途径是指药物进入人体所采用的路径，而药物递送除此之外，还包括递送系统工程和经由相同途径递送药物的不同药物剂型和设备。常见的给药途径包括口服、肠胃外（注射）、舌下、局部、透皮、鼻腔、眼部、直肠和阴道。除了以上主要的途径，还可经其他多种途径进行递送药物。
自1950年代第一个控释制剂获批以来，虽然新药开发数量呈现下降趋势，全新递送系统的研究却持续取得进展。以下诸多因素促成了这种转变，首先是开发新药的高成本：2013年的一项综述表明，开发递送系统的成本仅为开发一个全新新药成本的10%。而最近的一项研究发现，不考虑开发药物递送系统成本的前提下，2020年将一种新药推向市场成本的中位数为9.85亿美元。慢性病和传染病患病率增加，以及对药物药理学、药代动力学和药效学的更多认识，让药物递送系统研究在药物研发领域变得越来越重要。

## 当前进展
目前在药物递送方面的进展包括：控释制剂、靶向递送、纳米药物、药物载体、3D打印和生物药物递送等方向。 

### 纳米技术
纳米技术在药物递送领域正开展广泛的研究，其主要涉及在原子或亚原子水平上控制物料。纳米技术科可用于医学、能源、航空航天工程等诸多领域，在药物递送中的应用只是其用途之一。通过纳米技术过程，纳米粒可携带药物分子并将药物递送至身体的特定靶区域或靶器官。使用纳米技术进行药物递送有几个优点包括：精确做到对特定细胞的靶向递送，提高药物效力以及降低对靶向细胞的毒性。纳米粒还可以将疫苗携带并递送至传统递送方法难以到达的细胞中。然而，使用纳米颗粒进行药物递送仍存在一些技术难题。如其可能对环境产生有害影响。尽管存一些潜在的风险，纳米技术在药物递送中的应用仍然是未来研究中颇有前途的方向。

### 靶向递送
靶向药物递送是将药物递送至人体目标部位而不影响其他非目标组织的过程。由于其在治疗癌症领域和其他慢性疾病领域的潜在优势，药物研发人员对靶向药物递送方向的研究越来越深入。为了实现高效的靶向递送，设计的递送系统须避开人体对于外源性药物的防御机制，并通过循环将药物递送至目标作用部位。当今对于许多药物载体已开展研究，以有效地对特定组织器官进行靶向给药，包括：脂质体、纳米凝胶和其他纳米技术。

### 控释制剂
控释制剂（Controlled-release，CR）或其他改良释放制剂可以改变药物在人体中释放的速率和时间，以产生足够或持续有效的药物浓度。第一个成功获批的控释制剂是于1950年代研发的药物右旋安非他命。近期越来越多的控释制剂药物及通过皮肤缓慢吸收的透皮贴剂药物被批准上市。至此，依据药物不同理化特性进行开发进行开发的控释制剂药物被不断得推向市场，如每隔数月只需一次给药的抗精神病药以及性激素长效注射剂。
自20世纪90年代后期以来，大多数关于控释制剂技术的研究都集中在使用纳米颗粒以降低药物清除率。

### 调节药物释放和药物零级释放
许多科学家致力于创造可以保持恒定药物水平并保持稳定血药浓度的口服制剂，即药物以零级速率释放的可能性。然而一些人体生理的特殊机制使得发明此类口服制剂颇具挑战性：由于肠道下部的吸收能力偏弱，因此当口服制剂从胃部移动到肠道时通常药物吸收速率会下降，而服药后制剂中释放的药物量会持续减少，以上两个因素导致人体对于药物的总吸收量会随着服药时间而降低。因此口服制剂做到药物零级释放非常不易，如药物苯丙醇胺盐酸盐通过新型制剂将稳定一致的血液浓度维持约16小时。

### 生物药物的递送
生物药，如：多肽、蛋白质、抗体、基因或其他具有生物成分的药物由于其分子体积较大或整个分子带有带有静电荷，通常会具有人体吸收不佳的问题，并且生物药物分子一旦进入人体就易被酶促降解。由于生物药物以上的技术问题，近代药物研究人员一直努力在药物递送方面通过使用脂质体、纳米颗粒、融合蛋白、蛋白笼纳米粒、或利用类毒素生物体输送等途径来解决生物药物递送难题。如最近人们熟知的治疗COVID-19的mRNA疫苗，通过化学载体将大分子RNA（核糖核酸）
递送至细胞内对于RNA药物来说是最有效的，因为同时蛋白质也可经由此过程在体内递送至细胞中，而DNA分子通常在体外进行递送过程。在各种给药途径中，口服给药以其良好的顺应性最受患者青睐。然而，对于大多数生物药物而言，口服给药的生物利用度通常太低而无法达到期待的治疗水平。先进的递送系统如：含有渗透增强剂或酶抑制剂的制剂系统，和基于脂质的纳米载体和微针可某种程度上提高这些生物药物的口服生物利用度 。

### 纳米粒给药系统的应用示例
药物递送系统经多年的研究，已经有一些良好的药物递送应用示例，如药物递送入脑：许多药物若分布至全身会发生不良反应。由于大脑存在血脑屏障因此对药物非常敏感，如将药物直接注射入血容易造成较强的不良反应。随着针对脑部疾病开发的新制剂技术，包括阿兹海默症和帕金森氏病，药物研发人员正研究将药物输送到大脑而并不影响健康组织的方法。近期，药物科学家已开发出可透过保护性血脑屏障并将药物直接递送至大脑的纳米颗粒，这可能是对于中枢神经系统疾病患者的福音。